# Византијски сенат
Византијски сенат или источноримски сенат (грч. Σύγκλητος, Synklētos) био је насљедник старог римског сената. Основао га је цар Константин Велики и постојао је од 4. до 13. вијека.

## Састав
Сенаторски ранг је био насљедан и да би неко могао да постане сенатор морао је да служи као магистрат. Када је Римско царство подијељено на Источно и Западно, тадашњи претори постали су само општински органи. Њихова главна дужност је била да нагледају трошење новца на играма и јавним радовима. У Византији је постојало укупно осам претора. Дужности едила и трибуна су скоро па престале да постоје, а на крају 4. вијека, квестор је постао само провинцијски магистрат. Цар и сенат су могли указима да дозволе оним који нису рођени у сенаторском сталежу да постану сенатори.
Сенат је најчешће био састављен од државника и функционера, рангираних почевши од најважнијих државника као што су magister officiorum и magister militum па све до провинцијских управника и пензионисаних грађанских службеника. Римска средња класа (curiales) су често били натјеривани да постану декуриони и да учествују у градској власти о њиховом трошку, да прикупљају порезе и плаћају мањке из личних џепова.
На челу сената се налазио префект града Константинопоља који је повезивао сенат са царем. Био је састављен од три реда: Illustres, Spectabiles и Clarissimi. Чланови реда Illustres били су највиши функционери као што су Master of Soldiers и преторијански префект. Чланови реда  су били средња сенаторска класа и чинили су је проконзули, викари и војни намјесници провинција. Чланови реда  су били најнижа класа и чинили су је управници провинција и други мање важни функционери. Чланови два нижа реда су могли да живе било гдје у Византијском царству и већином су били неактивни, док се активни чланови односно ред Illustres радили у Константинопољу и стално су учествовали у раду сената.
На крају 5. вијека две ниже класе су потпуно биле удаљене из сената. За вријеме Јустинијана I број припадника реда Clarissimi је био знатно увећан, што је довело до унапређења у ред Spectabiles и Illustres који су били елитна класа у сенату. Резултат тога је било стварање новог реда Gloriosi, чији су припадници били најважнији сенатори. Сенатори су у исто вријеме вршили дужности у административном апарату Византијског царства.

## Дјелокруг
Првобитно, сенат је имао власт само у граду Константинопољу, али га је цар Констанције II уздигао и дао му онакву власт у Источном римском царству какву је имао тада римски сенат у Западном римском царству. Иако је моћ сената била ограничена он је могао да доноси одлуке (лат. Senatus consulta) које је император могао потврдити и издати у форми едикта. Могао је предлагати законе и био је савјетодавни орган заједно са Царским савјетом. Западни римски цар Валентинијан III је утврдио законодавну процедуру која је сенату дала право учествује у законодавству. Сваки нови законски приједлог је био претресан у Сенату и Царском савјету пре него што га је потврђивао император. Ова процедура је укључена у Јустинијанов законик иако је нејасно да ли се у потпуности проводила на Истоку. Император је такође користио Сенат као суд за државне издаје. Редовне кривичне предмете је разматрао префект Константинопоља заједно са још пет сенатора. Сенат је такође имао формално право да бира императора заједно са војском, иако је император долазио на престо по насљедству.